# Джордже Інджич
Джордже Інджич (серб. Ђорђе Инђић, нар. 1 березня 1975, Баня-Лука, СФР Югославія) — боснійський футболіст та тренер, виступав на позиції півзахисника.

## Життєпис
Джордже Інджич народився 1 березня 1975 року в місті Баня-Лука. Вихованець місцевого клубу «Борац», з яким і підписав свій перший професіональний контракт. Завдяки вдалим виступам у команді з рідного міста його запримітили скаути сербського клубу «Земун», до складу якого він приєднався у 2000 році. У цьому клубі він виступав з ще одним гравцем одеситів, Синишею Бранковичем. У 2001 році перейшов до складу гранда словенського футболу, «Марибора», в складі якого й дебютував у Лізі чемпіонів. Після цього провів один сезон у рідному «Бораці».
У 2003 році перейшов до складу вищолігового одеського «Чорноморця». Дебютував у складі одеситів 20 березня 2004 року в переможному (1:0) домашньому поєдинку 17-го туру проти львівських «Карпат». Джордже з'явився на полі на 59-й хвилині, замінивши Олексія Уварова. У складі «Чорноморця» у березні — квітні 2004 року зіграв 4 матчі, серед яких жодного разу не відіграв усі 90 хвилин.
По завершенні сезону 2003/04 років перейшов до першолігового сумського «Спартака-Горобини». Дебютував у футболці сум'ян 24 липня 2004 року в нічийному (1:1) домашньому поєдинку 2-го туру проти донецького «Шахтаря-2». Інджич вийшов на поле в стартовому складі, а на 54-й хвилині його замінив Денис Федоров. Дебютним голом у футболці сумських «спартаківців» відзначився 8 серпня 2004 року в переможному (3:0) виїзному поєдинку 1/32 фіналу кубку України проти МФК «Олександрії». Джордже вийшов на поле в стартовому складі та відіграв увесь матч. Єдиним голом у першій лізі в футболці сумського колективу відзначився 23 жовтня 2004 року на 60-й хвилині (реалізував пенальті) нічийного (1:1) домашнього поєдинку 12-го туру першої ліги проти броварського «Нафкому». Інджич вийшов у стартовому складі та відіграв увесь матч. У футболці «Спартака-Горобини» в першій лізі чемпіонату України зіграв 12 матчів та відзначився 1 голом, ще 2 поєдинки (2 голи) провів у кубку України.
Сезон 2005/06 років провів у Франції, після чого повернувся на батьківщину. З 2006 по 2009 роки виступав у складі боснійських клубів «Лакташі», «Борац» (Баня-Лука) та «Слобода» (Мрконич-Град). Незабаром після завершення футбольної кар'єри став головним тренером «Слободи».